# Egidijus Vaitkūnas
Egidijus Vaitkūnas (* 8. srpna 1988, Litevská SSR, Sovětský svaz) je litevský fotbalový obránce a reprezentant, který hraje v litevském klubu Tauras.

## Klubová kariéra
V Litvě působil v klubech Žalgiris Vilnius, FK Banga Gargždai a FK Tauras Tauragė. Se Žalgirisem vyhrál A Lygu (v sezoně 2013) a litevský fotbalový pohár (2012, 2013).
V lednu 2014 odešel z Žalgirisu společně se spoluhráčem Mantasem Kuklysem v rámci iniciativy Zelenobílý svět na hostování do českého klubu Bohemians Praha 1905. Zde debutoval v ligovém utkání 22. února 2014 proti 1. FK Příbram (porážka 0:1). Celkem odehrál do konce sezony 2013/14 2 ligová utkání, gól nevstřelil.

## Reprezentační kariéra
Egidijus Vaitkūnas odehrál za litevskou reprezentaci U21 celkem 13 zápasů.
V A-mužstvu litevské reprezentace debutoval 29. května 2012 v Nyonu v přátelském utkání proti týmu Ruska, které skončilo remízou 0:0.